# Bernard Ardura
Bernard Ardura OPraem (* 1. September 1948 in Bordeaux) ist ein französischer Ordensgeistlicher und Kirchenhistoriker. Er war von 2009 bis 2023 Präsident des Päpstlichen Komitees für Geschichtswissenschaften.

## Leben
Bernard Ardura besuchte von 1958 bis 1966 das Kleine Seminar und trat der Ordensgemeinschaft der Prämonstratenser bei. Er studierte Theologie und Philosophie von 1966 bis 1972 im Priesterseminar seiner Heimatstadt Bordeaux. Am 16. Dezember 1972 empfing er die Priesterweihe. An der Päpstlichen Universität Gregoriana war er ein Lizentiat in Dogmatik. 1987 wurde Bernard Ardura an der Katholischen Universität Lyon (Institut Catholique de Lyon) in Theologie promoviert sowie an der Universität Saint-Étienne in Religionsgeschichte promoviert.
Ardura wurde 1987 Bibliothekar und Archivar der Generalkurie des Prämonstratenserordens in Rom. 1988 erfolgte durch Papst Johannes Paul II. die Ernennung zum Konsultor der Kongregation für die Selig- und Heiligsprechungsprozesse im Jahr 1988 und war Mitglied der Kommission für Spiritualität und Mitglied der Historischen Kommission seines Ordens. Ab 1990 repräsentierte er die Kongregation im Ausschuss für Kultur des Europarates. 
1992 bestellte ihn Papst Johannes Paul II. zum Untersekretär des Päpstlichen Rates für die Kultur. 1997 wurde er dessen Sekretär. Papst Benedikt XVI. ernannte Bernard Ardura am 3. Dezember 2009 als Nachfolger von Walter Brandmüller zum Präsidenten des Päpstlichen Komitees für Geschichtswissenschaften. Von 2009 bis 2012 war er Generalprokurator des Ordens der Prämonstratenser-Chorherren.
Er ist Autor mehrerer Bücher und zahlreicher Artikel und arbeitete als Autor mit verschiedenen Zeitschriften und Lexika zusammen.

## Schriften (Auswahl)
- La spiritualité eucharistique, CLD 1982, ISBN 978-2854430202
- Nicolas Psaume, 1518–1575 évêque et Comte de Verdun, Cerf 1990
- Saint Bernard de Clairvaux, Association sacerdotale Lumen gentium 1991
- Prémontrés en Bohème, Moravie et Slovaquie, Univerzita Karlova v Praze 1993, ISBN 978-8070667682, zusammen mit Karel Dolista
- Prémontrés histoire et spiritualité, Université de Saint-Etienne 1995, ISBN  978-2862720739
- The order of Prémontré: history and spirituality, Paisa Pub. Co. 1995
- Premostratensi: nove secoli di storia e spiritualità di un grande ordine religioso, Edizioni Studio Domenicano 1997, ISBN 978-8870942668
- La réforme catholique: renouveau pastoral et spirituel, Messène 1998, ISBN 978-2911043604
- Culture, incroyance et foi: nouveau dialogue, Ed. Studium 2004, ISBN 978-8838239618, zusammen mit Paul Poupard (Hrsg.), Jean-Dominique Durand